# Kleberg County
Kleberg County je okres ve státě Texas v USA. K roku 2010 zde žilo 32 061 obyvatel. Správním městem okresu je Kingsville. Celková rozloha okresu činí 2 823 km².